# Елізабет Екблом
Елізабет Екблом (швед. Elisabeth Ekblom; нар. 10 лютого 1958) — колишня шведська тенісистка.
Здобула 1 парний титул.
Найвищим досягненням на турнірах Великого шолома був півфінал в одиночному розряді.

## Фінали Туру WTA

### Парний розряд (1-0)
| Результат | Дата         | Турнір                     | Рівень      | Покриття | Партнерка   | Суперниці                         | Рахунок  |
| --------- | ------------ | -------------------------- | ----------- | -------- | ----------- | --------------------------------- | -------- |
| Перемога  | Липень, 1982 | Гамбург, Західна Німеччина | Категорія 1 | Ґрунт    | Лена Сандін | Патрісія Медрадо Клаудія Монтейру | 7–6, 6–3 |